# Apricapas
De Apricapas (Italiaans: Passo dell'Aprica) is een 1176 meter hoge bergpas in Italië die de verbinding vormt tussen Teglio in het Valtellina en Edolo in het Val Camonica.
Op de top van de pas ligt het dorp Aprica dat 's winters een belangrijke wintersportplaats is.
De pashoogte is vanaf beide zijden te bereiken via een goed uitgebouwde, niet al te steile weg. Aan de westzijde heeft men al klimmend uitzicht op het brede Valtellina.
Iets ten oosten van de top takt in noordelijke richting een weggetje af dat via het gehucht Trivigno leidt naar de bij wielrenners populaire Mortirolopas. Deze weg loopt zigzaggend over de bergkam waarvan de Monte Cadi (2449 meter) het hoogste punt is.
Agnello · Aprica · Assietta · Baremone · Brenner · Brocon · Cadibona · Capannelle · Campolongo · Costalunga · Croce Dominii · Cuvignone · Duran · Esischie · Falzarego · Fauniera · Fedaia · Finestre · Forcola di Livigno · Foscagno · Gardena · Gavia · Giau · Giogo di Bala · Grote Sint-Bernhard · Jaufen · Joux · Kleine Sint-Bernhard · Lavaze · Leonessa · Lombarda · Maddalena · Manghen · Maniva · Mendel · Montgenèvre · Mont-Cenis · Monte Cristo · Mortirolo · Nigra · Nivolet · Penser Joch · Platigliolepas · Pfitscherjoch · Plöcken · Pordoi · Pratoriscio · Predil · Presolana · Reschen · Rolle · Sampeyre · San Carlo · San Marco · San Pellegrino · San Zeno · Scale · Sella · Sestriere · Sommeiller · Splügen · Staller Sattel · Staulanza · Stelvio · Tenda · Timmelsjoch · Tonale · Tre Croci · Tremalzo · Umbrail · Val Bighera · Valcavera · Valles · Valparola · Via del Sale · Vivione · Würz